# ويندي فاجنر
ويندي فاجنر (بالإنجليزية: Wende Wagner)‏ هي ممثلة أمريكية، ولدت في 6 ديسمبر 1941 بنيو لندن في الولايات المتحدة، وتوفيت في 26 فبراير 1997 بسانتا مونيكا في الولايات المتحدة بسبب سرطان. بدأت مشوارها المهني سنة 1960.

## وصلات خارجية
- ويندي فاجنر على موقع IMDb (الإنجليزية)
- ويندي فاجنر على موقع ألو سيني (الفرنسية)
- ويندي فاجنر على موقع أول موفي (الإنجليزية)
- ويندي فاجنر على موقع قاعدة بيانات الأفلام السويدية (السويدية)
- ويندي فاجنر على موقع قاعدة بيانات الفيلم (الإنجليزية)
- ويندي فاجنر على موقع كينوبويسك (الروسية)